# マスターガンダム
- 機動武闘伝Gガンダム > モビルファイター > マスターガンダム

マスターガンダムは、テレビアニメ『機動武闘伝Gガンダム』に登場する架空の兵器。有人操縦式の人型ロボット兵器「モビルファイター (MF)」の1つ。
第13回ガンダムファイトで東方不敗マスター・アジアが搭乗するネオホンコン代表MF（大会登録番号：GF13-001NHII）。
メカニックデザインはカトキハジメが担当。
本記事では、マスターガンダムが騎乗するモビルホース（馬型MF）の風雲再起（ふううんさいき）についても解説する。

## デザイン
本編準備稿段階の仮名称は、「中堅幹部ガンダム」であった。黒いボディに2本の特徴的な角と、監督の今川泰宏が愛好する作品『鉄人28号』に登場したブラックオックスの意匠が組み込まれている。なお、デビルガンダムの一部として繰り出されるガンダムヘッドは、マスターガンダムの頭部から2本角を取り去った状態と共通の意匠をもっている。
デザインはカトキハジメが担当したが、『機動警察パトレイバー』に登場するグリフォンに類似してしまったため、彼はグリフォンのデザインを担当した出渕裕に確認を取っている。
バンダイからプラモデル化される際、設計担当者がシールドの変形ギミック（ウイング状態からマント形態へ）に悩んでいたところ、カトキが「こうすれば変形できますよ」と描いた図案を元に設計したら難なく変形できたという逸話がある。このことが後にガンプラの「マスターグレード（MG）」シリーズなどのデザインにカトキが起用される一因となっている。
MG（1/100）
新たな画稿は起こされず、アニメ用の設定画をそのまま使用している。
アクションを重視したため、シールドは小さく造形されてウイング状態のみとなり、変形機構はオミットされた。その代わり、旧1/100シリーズのプラモデルのシールドパーツがそのまま流用できるようになっており、これを利用すればシールドの展開状態（マント形態）を再現できる。
ダークネスフィンガーの再現パーツが両手分付属するほか、ダークネスフィンガーとゴッドフィンガーの対決シーンを再現するパーツが付属しており、このパーツをMGのマスターガンダムやゴッドガンダムに装備することで必殺技同士の激突シーンを再現できる。
HGFC（1/144）
初キット化となる風雲再起とのセット品。
シールドは、アクション用と展開状態の2種類が用意されている。展開状態は左側だけシールドが可動し、劇中の左腕をマントから出した状態を再現できる。また、握り拳以外にもダークネスフィンガーと石破天驚拳を再現するパーツがそれぞれ付属している。
風雲再起は背中のパーツを外すとHG用のアクションベースと同じ穴が用意されているため、マスターガンダムだけでなく対応したMFも騎乗できるが、股部分の形状によっては不可能な場合がある。
アクション用のシールドの角度やポーズによっては自立できなくなるため、補助スタンドが付属している。風雲再起にも補助スタンドが付属しているが、4本足でも自立できる。

## 設定解説
ネオホンコン製の最新鋭MFであり、クーロンガンダムの発展改良型。機体はDG細胞で構成されており、クーロンガンダムへの偽装を可能としている。機体はDG細胞で構成されているが、マスター・アジアの強靭な精神力によって完全に制御されているため、自己増殖と自己進化は行われず、自己再生のみにその能力が使用されている。
ガンダムファイトでの手続き上は、ネオホンコン代表ファイターであるマスター・アジアがクーロンガンダムから乗り換えた機体とされている。デビルガンダム軍団に所属するデビルガンダム四天王の機体で、四機のガンダムの中ではリーダーとして扱われる。

### ファイティングスーツ
一般的にガンダムファイターはMF搭乗時、ファイティングスーツと呼ばれるナノマシンが織り込まれた素材で作られた専用パイロットスーツを装着するが、マスター・アジアは自身の嗜好により、初期のガンダムファイトで使用されていた通常の服にファイティングスーツの機能が組み込まれたものを着用している。初期の技術とはいえ彼の動きを完璧に機体へトレースされており、各国の査察団による検査でもレギュレーション違反の疑いは皆無だった。なお、コミックボンボンで連載されていた漫画版では、自身の服装を模したファイティングスーツを着用。

### 各形態
背部シールドをマントのように覆うことでノーマルモードとなる。これを展開した状態はアタックモードと呼ばれ、シャイニングガンダムのスーパーモードのように機体をパワーアップさせる。

### 武装・装備
ダークネスショット
左右の掌底部分に5門ずつ、計10門が内蔵されている。
マスタークロス
ビームで生成された伸縮・硬軟自在の布状の武器。ビームサーベルと同等の切断能力を有するほか、捻って棒状にしたり、相手を絡めとることもできる。モビルトレースシステムによって、コクピット内のマスター・アジアの腰布と連動する。
ニアクラッシャー
肘から先を伸縮させて瞬間的にリーチを伸ばして叩き込む。マスターガンダム指部の先端は鋭利となっており、これで突き刺すことも可能。
ディスタントクラッシャー
肘から先を射出し、ビームワイヤーによる有線制御を行う。射出後は引き戻して回収・再接続できる。
大型スタビライザー
背面に2基装備された装備。マント状に展開して全身を覆ったノーマルモードでは敵の攻撃を受け流すシールドとなる。ウイングとして背中に折り畳んだアタックモードの際は機体を飛翔させるウイングとして機能する。

### 必殺技
流派東方不敗を参照。

### 劇中での活躍
第13回ガンダムファイトにおけるサバイバルイレブンの期間中、東京の旧新宿地区で始めて姿を現す。その後はクーロンガンダムに擬態してドモン・カッシュを引き入れるために近づくが、レイン・ミカムラに妨害され本性を現す。以降はドモンを始めとする新生シャッフル同盟の前に強敵として何度も立ちはだかる。ギアナ高地でのシャイニングガンダムとの戦いでは、ドモンが明鏡止水を会得したことで敗北を喫する。
決勝大会ではマスター・アジアが前回優勝のシード選手として最終バトルロイヤル進出を決めていたため、本機がリーグ戦に現れることはなかったが、デビルガンダムの暴走で出現したガンダムヘッドを掃討するため出撃することもあった。バトルロイヤル最終盤にゴッドガンダムとガンダムファイト史上に残る激闘を繰り広げ、石破天驚拳の壮絶な打ち合いの末、石破天驚ゴッドフィンガーを受けて破壊される。その後　東方不敗の亡骸と共に火葬された。
コミカライズ『超級!機動武闘伝Gガンダム』では、アニメ本編とは違い、ギアナ高地に登場した際はネオホンコンにいたマスター・アジアの遠隔操作であったとされている。このシステムはマスターガンダムの頭部とそっくりの意匠のヘルメットを被って操作する仕組みで、実際の格闘よりも疲れる、システムが不完全で、肝心なときにタイムラグが出る可能性をネオホンコン首相のウォン・ユンファが指摘しており、それによって不覚を取ったとされた。30周年記念のWEB小説『機動武闘伝Gガンダム外伝 天地天愕』ではさらにマスターガンダムもコピー機で別物であり、マスター・アジア本人自体もコピー体で、それを遠隔コントロールしていたとしている。またコピーのマスターガンダムは終盤ネオホンコンに向かうドモンを追っておらずにそのまま撃退されたままとなっている。その後デビルガンダムの残骸共々独狐求敗に回収されガンダム・マスター独狐の素体になっている。三侠新傳 ～三侠新傳 ～東方の珠〜ではライゾウ・カッシュの手により東方の珠に未完成の三大理論を束えた4つ目の理論に至るための方法を込めており、それを開発したマスターガンタムの右手に組み込みマスター・アジアに託したことが語られている。ギアナ高地の決戦の際に不測の事態を考慮してマスター・アジアはコピー機に移し作中にディスタントクラッシャーとしてシャイニングガンタム撃ち込まれた右腕に隠していた。

## マスターガンダム（レプリカ）
ゲーム『スーパーロボット大戦R』に登場。
ゲーム中、『Gガンダム』は原作終了後の扱いでデビルガンダム事件は解決し（とある事情でデビルガンダムは復活）、マスター・アジアも死亡したことになっているため、オリジナルのマスターガンダムは存在しない。復活したマスター・アジアの搭乗機としてレインが新たに用意した機体が本機である。
武装や外観はオリジナルの機体とほぼ同じで、気力が高まると機体が金色に光り輝く能力も再現されている。しかしDG細胞で構築された機体ではないため自己修復能力を持たず、性能も劣るとレインは語るが、マスター・アジアは自身の腕で性能低下をカバーするとし、オリジナル機に引けを取らない戦闘能力を発揮する。

## クーロンガンダム
第12回大会でネオホンコン代表として出場し、第9・10・11回大会で三連覇を果たしたブリテンガンダムを破り優勝した機体。マスター・アジアがかつて搭乗したシャッフル・ハートの残骸から組み上げられた機体といわれている。ブリテンガンダムの実績により、ガンダムファイトが火器による戦闘へと傾倒しつつあったために、その流れを変える目的でシャッフル同盟が送り込んだ機体でもある。
マスター・アジアの動きを完全にトレースした格闘技（流派・東方不敗）を基本戦闘スタイルとしており、第12回大会での優勝によってガンダムファイトに正統派格闘技の旋風を巻き起こした名機でもある。マシンキャノンも装備しているが、本編では使われたことはない。
第13回大会でも引き続き使用されており、ネオ新宿ではデスアーミー軍団を相手にマスター・アジアの弟子ドモン・カッシュが駆るシャイニングガンダムと共闘した。その能力は第13回大会の新鋭機と比較しても遜色のないものである。その後、マスター・アジアはマスターガンダムに乗り換えているが、マスターガンダムはクーロンガンダムがDG細胞によって変異した機体といわれている。
英語版では名称がHaow Gundam（ハオウガンダム）に変更されている。

## 風雲再起
マスターガンダムの馬型サポートメカで、モビルホースと呼ばれる。主な武器は頭部の角「ユニコーン・ホーン」。
マスターガンダムの移動用に開発されたとする資料と、第12回ガンダムファイト優勝賞品としてマスター・アジアに与えられたものとする資料が存在する。パイロットはマスター・アジアの愛馬である風雲再起自身で、人間同様にファイティングスーツを着込みモビルトレースシステムにて操縦する。。
台座形態（ペデスタルモード）への変形が可能であり、背中にMF1機を乗せての大気圏飛行・成層圏離脱も可能。手綱はビーム式で、ボルトガンダムのグラビトンハンマーなどに用いられる技術と同様のものを使用している。
作中の活躍
ネオホンコンに向かう途中のゴッドガンダムをマスター以外の四天王機と共に襲撃した際に初登場。ガンダムファイトでは姿を見せなかったが、ガンダムヘッドとの戦闘では、マスターをサポートしながら交戦した。
マスター・アジアの死後、風雲再起がドモン・カッシュの愛馬となったことで、機体の方の風雲再起もドモンの搭乗するゴッドガンダムのサポートを行う。ウォルターガンダムを文字通り一蹴した後、ゴッドガンダムと共にネオジャパンコロニーに向かう。デビルコロニー戦では捕獲されてしまい内部に同行できなかったが、戦い終えた後にゴッドガンダムを乗せて凱旋した。
本編以外では、『∀ガンダム』の終盤にて封印から解かれた冬の宮殿の黒歴史のデータベースの中に、本機とネーデルガンダムの設計図が一瞬登場する。また、『機動戦士ガンダムSEED ASTRAY』にてロウ・ギュールが持っていた湯呑みに「風雲再起」の文字が書かれている。